# 杉山祐太
杉山 祐太（すぎやま ゆうた、1998年10月4日 - ）は、ジャパンラグビーリーグワンクリタウォーターガッシュ昭島に所属するラグビー選手。

## プロフィール
- 東京都出身[2]。
- ポジションはウイング(WTB)、フルバック(FB)。
- 身長 185 cm、体重 92 kg

## 来歴
2017年、東海大相模高校を卒業後、東海大学に入る。なお東海大相模高校時代、高校日本代表候補に選ばれたことがある。
2021年、東海大学卒業後、栗田工業ウォーターガッシュ(現・クリタウォーターガッシュ昭島)に加入。
2022年2月13日に行われたJAPAN RUGBY LEAGUE ONE第4節中国電力レッドレグリオンズ戦にて途中出場で公式戦初出場を果たした。

## 受賞歴

### ジャパンラグビーリーグワン
- 2024-25リーグワン得点王(DIVISION 3)